# Chansonnier
Ein Chansonnier („Liederbuch“, von französisch chanson „Lied“) ist eine Sammelhandschrift provenzalischer Trobadorlyrik entsprechend dem spanischen Cancionero, dem italienischen Canzoniere und der deutschen Liederhandschrift. Seit dem 17. Jahrhundert war Chansonnier auch Bezeichnung für die Lieddichter des 12. bis 14. Jahrhunderts (französische trouvères und provenzalische trobadors) im Unterschied zu den Verfassern epischer Gedichte. 
Als Bezeichnung für die Sänger moderner französischer Chansons ist Chansonnier nur im Deutschen gebräuchlich, die französische Bezeichnung ist chanteur. Der chansonnier im Französischen ist spezifisch der Kabarettsänger bzw. der Verfasser politisch-satirischer Texte.